# Erik Larsson (esquiador)
Erik August Larsson (12 abril de 1912 - 10 de março de 1982) era um esquiador de fundo sueco que competiu em 1930. Ele ganhou duas medalhas nos Jogos Olímpicos de Inverno de 1936 em Garmisch-Partenkirchen com um ouro nos dezoito quilômetros e um bronze nos 4 × 10 quilômetros de revezamento. No mesmo ano, ele recebeu a medalha de ouro Svenska Dagbladet. Larsson também ganhou um bronze nos 4 × 10 quilômetros de revezamento no Campeonato Mundial de Esqui Nórdico de 1935 da FIS.
Larsson nasceu como o segundo caçula de seis irmãos de uma família religiosa de língua finlandesa. Em 1935, ele começou a trabalhar como limpador na mina de ferro Kiruna no verão e como lenhador no inverno. Em 1939, depois de participar de um grupo de oração em Kurravaara, desistiu de sua carreira esportiva e tornou-se um cristão laestadiano. Mais tarde, ele foi pregador na congregação Firstborn Laestadianism em Kiruna. Seu filho Lars tornou-se pregador em Luleå, enquanto sua neta Åsa Larsson era advogada e escritora de romances policiais.

## Resultados de esqui de fundo
Todos os resultados são provenientes da Federação Internacional de Esqui (FIS).

### Jogos Olímpicos
- 2 medalhas - (1 ouro, 1 bronze)

| Ano  | Idade | 18 km | 50 km | Revezamento de 4 × 10 km |
| ---- | ----- | ----- | ----- | ------------------------ |
| 1936 | 23    | Ouro  | -     | Bronze                   |

### Campeonatos mundiais
- 1 medalha - (1 bronze)

| Ano  | Idade | 18 km | 50 km | Revezamento de 4 × 10 km |
| ---- | ----- | ----- | ----- | ------------------------ |
| 1935 | 22    | —     | —     | Bronze                   |
| 1938 | 25    | 12    | —     | —                        |